# Michel Laguens
 (février 2017).
Si vous disposez d'ouvrages ou d'articles de référence ou si vous connaissez des sites web de qualité traitant du thème abordé ici, merci de compléter l'article en donnant les références utiles à sa vérifiabilité et en les liant à la section « Notes et références ».
Michel Laguens est un photographe et illustrateur français né le 1er novembre 1940 à Carcassonne et mort à Paris 16e le 1er novembre 2012.
Il est surtout connu pour ses pochettes de disques.

## Biographie
Après avoir suivi les cours de l’École de photographie de la rue de Vaugirard à Paris, il entre comme assistant chez le photographe Patrice Molinard. Il fait son service militaire comme engagé volontaire (1958-1961), tout d'abord au fort d’Ivry au Service cinématographique des Armées, puis en Algérie. Au retour, il sera successivement photographe de plateau et photographe publicitaire. 
Il constitue une collection de photographies sur le thème de la musique dès 1962 dans ses studios successifs à Paris, place Saint-Georges, rue de l'Abbé Grégoire et rue Falguière, et les propose aux différentes maisons de disques françaises[réf. souhaitée]. Il illustre des centaines de pochettes 33T, 45T et cassettes éditées par Festival, Polydor, Barclay ou CBS entre autres[réf. nécessaire].
À partir de 1964, Lucien Morisse patron de Disc’AZ lui confie les reportages de tous ses artistes[réf. souhaitée]. RCA lui fait réaliser les coffrets français et étrangers d’Arthur Rubinstein, Polydor ceux de Marcel Pagnol et Les Compagnons de la chanson[réf. souhaitée]. Il photographie des personnalités comme Georges Brassens, Jacques Brel, Brigitte Bardot, Salvador Dali, Jean-Paul Sartre, Orson Welles, Boby Lapointe, et a réalisé des reportages et pochettes avec plus d’une centaine d’artistes et tous les accordéonistes. Il illustre aussi des couvertures de livres.
En 1968, Michel Laguens participe au premier Midem à Cannes. Il monte en 1975 sa maison de production de disques. Il crée alors pendant dix ans des produits personnalisés sous ses propres marques, Locomotive, French Line Music, Blue Vox, Bravo, des coffrets de cassettes et de disques 33T pour la grande distribution qu’il distribue d’abord chez RCA, CBS, AZ Discodis, puis, lui-même, exclusivement à partir de ses photographies et des musiques dont il achète les droits ou qu’il enregistre en studio avec des musiciens[réf. souhaitée].
Il édite une dizaine d’affiches de peintres et un livre coffret, Poesias d’Antonio Machado illustré par Marcel Gili. Il est membre de la Société des auteurs dans les arts graphiques et plastiques (ADAGP). 